# 藍天 (演員)
藍天（英語：Lam Tin，1937年8月20日—1987年4月14日），原名藍繼澤，籍貫廣東潮州縣，已故香港男演員，1970年代無綫電視甘草演員。

## 簡介

### 入行及去世
藍天在1961年與方心、賀蘭等加入「桃源電影公司」當基本演員，1965年合約後屆滿離開。1967年11月19日無綫電視開臺，曾為自由身配音員的他於同年加入，參與配音工作；隨後藍天轉任演出多部無綫電視劇集，主要是配角，其中比較突出的是1980年《親情》一劇，劇中他飾演周潤發的父親。
1987年4月14日、拍攝無綫電視重頭劇《大運河》期間，藍天開車外出，在獅子山隧道突然心臟病發身亡，終年50歲。

## 演出電影
- 藍天的銀幕處男作《貧賤夫妻百事哀》（1952年，飾演念慈）；
- 《花開燕子歸》》（1952年，飾演孟小全）；
- 息影近10年才恢復演出粵語電影《新姊妹花》（1962年，飾演馬嘉祥）；
- 藍天的電影遺作《越南仔》（1982年）；
- 藍天一生參演約30多齣粵語電影。

### 演出電視劇（無綫電視）
- 家變（1977）飾 金滿樓大廚呂剛
- 抉擇（1979）飾 韓麒
- 親情（1980）飾 石啟泰
- 上海灘續集（1980）
- 烽火飛花（1981）飾 犬養光雄
- 火鳳凰（1981）飾 湯鶴年
- 情謎（1981年）
- 楊門女將（1981）飾 王欽若
- 老虎甩鬚（1981）
- 前路（1981）飾 雷懿芳、雷懿德父
- 萬水千山總是情（1982）飾 超叔
- 香城浪子（1982）飾 洪發
- 荊途（1982）飾 高啟泰
- 星塵（1982）飾 德叔
- 播音人（1983）飾 區長發
- 警花出更（1983）飾 謝劍堂
- 五虎將（1984）飾 鄧亨
- 鹿鼎記（1984）飾 康親王
- 新紮師兄（1984）飾 曾敬思
- 家有嬌妻（1984）飾 潘靜文父
- 碧血劍（1985）飾 木桑道人
- 雪山飛狐（1985）飾 馬行空
- 新紮師兄續集（1985）飾 曾敬思
- 後生可畏（1985）飾 羅振業
- 六指琴魔（1985）
- 鑽石王老五 飾 (1985）常亞滿父親
- 流氓大亨（1986）飾 達 張先生（電視台高層）
- 倚天屠龍記（1986）飾 殷天正
- 大運河（1987）飾 宇文述
- 鄭成功（1987）飾 達固倫親王
- 少林與詠春（1987）飾 大老爺

## 配音作品

### 動畫
| 首播年份 | 作品名稱   | 配演角色                   | 備註 |
| -------- | ---------- | -------------------------- | ---- |
| 1977     | 太空堡壘   | 葉明〔南源猛〕             |      |
| 1980     | 太空戰士   | 湯金〔デギン・ソド・ザビ〕 |      |
| 1980     | 太空西遊記 | 烏龍博士                   |      |
| 1986     | 天眼急先鋒 | 魯窩根〔ウォーゼル〕       |      |

### 特攝片
| 首播年份 | 作品名稱   | 配演角色               | 角色演員 | 備註       |
| -------- | ---------- | ---------------------- | -------- | ---------- |
| 1977     | 雷電俠     | 魔王達〔魔王デカンダ〕 | N/A      |            |
| 1979     | 伏魔三劍俠 | 加貝拉                 | N/A      | 代配梁曉峰 |

### 日劇
| 首播年份 | 作品名稱   | 配演角色             | 角色演員   | 備註 |
| -------- | ---------- | -------------------- | ---------- | ---- |
| 1970     | 大內煞星   | 金威（大內密探頭領） | 黒川彌太郎 |      |
| 1972     | 柔道龍虎榜 | 檀義磨               | 松枝錦治   |      |
| 1973     | 青年幹探   | 時村探長             | 名古屋章   |      |
| 1974     | 望子成龍   | 安伯伯               | 太宰久雄   |      |
| 1976     | 青春校園   | 龍吉〔吉田松造〕     |            |      |
| 1976     | 神威七虎將 | 草鹿龍               | 中丸忠雄   |      |
| 1981     | 排球女將   | 速水大造             | 小瀨格     |      |

### 台劇
| 首播年份 | 作品名稱 | 配演角色       | 角色演員 | 備註 |
| -------- | -------- | -------------- | -------- | ---- |
| 1975     | 保鑣     | 賈湖土／萬見愁 | 張允文   |      |

### 歐美劇
| 首播年份 | 作品名稱       | 配演角色 | 角色演員         | 備註                                   |
| -------- | -------------- | -------- | ---------------- | -------------------------------------- |
| 1969     | 神偷諜影       | 拜恩     | Malachi Throne   |                                        |
| 1972     | 父子情深       | 史迪     | 佛烈麥梅利       | 後期接替轉職麗的電視的周慶樑           |
| 1973     | 玄機妙算       | 高華     | Doug McClure     |                                        |
| 1977     | 無敵金剛       | 高西加   | Richard Anderson | 接替金雷，初期節目名稱為《良友鐵金剛》 |
| 1977     | 神探俏嬌娃     | 包士萊   | David Doyle      | 前期，初期節目名稱為《星辰女探俏嬌娃》 |
| 1977     | 星辰叻女智多星 | 米高     |                  | 原劇名字待查                           |
| 1978     | 神勇法醫官     | 昆西     | 傑克·克盧格曼    | 前期，季數不明                         |

### 電影
| 播映年份 | 作品名稱         | 配演角色 | 角色演員    | 備註  |
| -------- | ---------------- | -------- | ----------- | ----- |
| 1975     | 大哥成           | 雷公同   | 馮敬文      |       |
| 1977     | 三德和尚與舂米六 | 三德和尚 | 陳星        |       |
| 1977     | 講數             | 胡大雄   | 張允文      |       |
| 1980     | 教父             | 胡德志   | John Marley | [ 3 ] |

## 其他幕前亮相
- 70年代TVB配音組向觀眾拜年，包括黃健強、張炳強、丁羽、梅欣、藍天、孫明貞等。 （页面存档备份，存于）